# Malasia en los Juegos Paralímpicos de Pekín 2008
Malasia estuvo representada en los Juegos Paralímpicos de Pekín 2008 por once deportistas, ocho hombres y tres mujeres.

## Medallistas
El equipo paralímpico malasio obtuvo las siguientes medallas:
| Nombre        | Deporte                   | Evento          |
| ------------- | ------------------------- | --------------- |
| Oro           |                           |                 |
| —             |                           |                 |
| Plata         |                           |                 |
| —             |                           |                 |
| Bronce        |                           |                 |
| Siow Lee Chan | Levantamiento de potencia | –56 kg femenino |